# Чемпионат России по вольной борьбе 2004
Чемпионат России по вольной борьбе 2004 года проходил в Санкт-Петербурге. Являлся отборочным турниром на летние Олимпийские игры 2004 года в Афинах.

## Медалисты
| Категория | Золото                             | Серебро                         | Бронза                        |
| --------- | ---------------------------------- | ------------------------------- | ----------------------------- |
| До 55 кг  | Мавлет Батиров Дагестан            | Адам Батиров Дагестан           | Насыр Абдуллаев Дагестан      |
| До 60 кг  | Мурад Умаханов Дагестан            | Мурад Рамазанов Санкт-Петербург | Алан Дудаев Северная Осетия   |
| До 66 кг  | Махач Муртазалиев Дагестан         | Ирбек Фарниев Северная Осетия   | Заур Ботаев Красноярск        |
| До 74 кг  | Бувайсар Сайтиев Красноярск        | Руслан Кокаев Северная Осетия   | Сергей Витковский Красноярск  |
| До 84 кг  | Сажид Сажидов Дагестан             | Адам Сайтиев Красноярск         | Хаджимурад Магомедов Дагестан |
| До 96 кг  | Хаджимурат Гацалов Северная Осетия | Таймураз Тигиев Северная Осетия | Георгий Гогшелидзе Москва     |
| До 120 кг | Курамагомед Курамагомедов Дагестан | Давид Мусульбес Северная Осетия | Александр Ковалевский ХМАО    |